# Финн, Нил
Ни́л Малле́йн Фи́нн (анг. Neil Mullane Finn; род. 27 мая 1958, Те Авамуту, Новая Зеландия) — новозеландский певец, музыкант и автор песен, лидер группы Crowded House. После того, как группа распалась, он начал сольную карьеру, а в 2007 году возродил группу. Нил Финн является отцом двух сыновей, в том числе старшего Лиама Финна.

## Биография
Нил родился в Те-Авамуту на Северном острове Новой Зеландии. В юном возрасте его музыкальные родители и старший брат Тим на шесть лет (игравший в группе Split Enz) познакомили его с музыкой. Подростком Нил играл в фолк-клубе All 'n' Some и писал собственную музыку. В 1975 году он выступал на разогреве у Split Enz во время их турне по Австралии и Новой Зеландии. Вскоре после этого Тим позвонил ему и спросил, не хочет ли он присоединиться к «Split Enz» — им нужен был новый гитарист.
Нил принес глоток свежего воздуха. Он написал большинство хитов группы, в том числе «I Got You». Благодаря этому успеху компания Split Enz приобрела международную известность в 1980 году. В том году он стал самым продаваемым синглом в Австралии и, среди прочего, попал в чарты Нидерландов.

## Переполненный дом и братья Финн
После распада «Enz» Нил, Пол Хестер (барабанщик Split Enz) и басист Ник Сеймур сформировали группу, первоначально названную «The Mullanes». Они переехали в Лос-Анджелес, где жили в маленьком доме, который, как оказалось, послужил источником вдохновения для окончательного названия группы Crowded House. По контракту с Capitol Records и продюсером Митчеллом Фрумом группа записала свой первый альбом и самый успешный сингл «Don’t Dream It’s Over», который занял третье место в Billboard США в 1987 году.
Нил также написал все песни для следующего альбома Temple of Low Men, который вышел в 1988 году. После этого он работал со своим братом над третьим альбомом Woodface. Брат Тим присоединился к группе и отправился в турне. Сингл Weather with you имел большой успех во всем мире.
Летом 1992/1993 вернулся в Новую Зеландию. Там он записывался с «Crowded House Together Alone». После этого он работал со своим братом над проектом Finn Brothers. Результатом стал альбом Finn в 1995 году. В 2004 году был выпущен второй альбом «Finn Brothers» под названием «Everyone is Here».
В 1996 году Нил решил распустить Crowded House, и был выпущен альбом Greatest Hits под названием Recurring Dream. 24 ноября 1996 года Crowded House официально попрощались огромным благотворительным концертом на ступенях Оперного театра в Сиднее. Концерт посетило не менее 120 000 человек.
В конце 2006 года Нил решил возродить группу, а в 2007 году «Crowded House» с новым барабанщиком Мэттом Шерродом выпустил воссоединительный альбом: «Time on Earth». В 2010 году последовал ещё один альбом, Intriguer, а в 2021 году группа вернулась в новом составе с альбомом «Dreamers Are Waiting».

## Сольная карьера
В 1998 году он выпустил свой первый сольный альбом «Try Whistling This». Он записал этот альбом в Нью-Йорке с помощью Себастьяна Стейнберга и Юваля Габая из группы «Soul Coughing». Это сигнализирует о поворотном моменте в его творчестве — от доступной поп-музыки к несколько более мрачной экспериментальной музыке. Название альбома также указывает на это, всегда говорили, что он написал эти запоминающиеся мелодии.
Его второй альбом One Nil вышел в 2001 году . Этот альбом был выпущен в США в 2002 году под названием One All . В американском альбоме есть ещё две песни: «Lullaby Requiem» и «Human Kindness». В нём отсутствует «Elastic heart», и есть несколько ремиксов на песни. Порядок также был изменён в ряде мест.
Во время турне по Европе и США ему помогали его сын Лиам Финн, Джонни Марр из The Smiths, Эдди Веддер из Pearl Jam и Лиза Джермано, среди прочих, а живые записи концерта выпущены на CD и DVD под названием Столкновение 7 миров.
Помимо собственной работы Нила, на DVD также представлены песни Pearl Jam и Johnny Marr. Осенью 2008 года фан-клуб Бобо Питер Грин впервые написал о 7 Worlds Collide II.
Позже стало ясно, что примерно на рубеже 2008/2009 года большинство музыкантов, выступавших на 7 Worlds Collide, воссоединятся, пополнившись новыми гостями. За это время они запишут 7 Worlds Collide II; на этот раз как студийный альбом. На 7 Worlds Collide: The Sun Came Out вы можете услышать: Фила Селвея и Эда О’Брайена (Radiohead), Джонни Марра (включая The Smiths), Себастьяна Стейнберга (Soul Coughing), Джеффа Твиди, Джона Стирратта, Гленна Котче и Пэта Сансона. (Wilco), Лиза Джермано, К. Т. Танстолл, Лиам Финн, Дон МакГлашан и Бик Рунга. 5, 6 и 7 января 2009 года состоялось несколько концертов 7 Worlds Collide в The Powerstation в Окленде, где исполнялась студийная работа. Мировой релиз 7 Worlds Collide: The Sun Came Out состоялся 31 августа 2009 года, доходы от этого проекта пойдут на пользу работе Oxfam International.
В конце сентября 2012 года было объявлено, что Нил Финн записал заглавную песню первой части «Хоббита» (автор «Властелина колец» Питер Джексон). Песня "Песнь одинокой горы " также написана им.

## Пижамный клуб, Lightsleeper и Fleetwood Mac
В 2011 году Нил Финн вместе со своей женой Шэрон и Шоном Доннелли сформировал группу Pajama Club, с которой записал один альбом. Для музыки Pajama Club сначала была написана инструментальная музыка, а слова были добавлены позже, что для Нила Финна было другим стилем письма, чем для других его проектов.
В 2018 году Нил Финн записал альбом Lightsleeper со своим сыном Лиамом Финном . Это первый студийный альбом отца и сына Финна. В 2019 году Нил присоединился к Fleetwood Mac .

## Дискография (сольная карьера)

### Студийные альбомы
- Попробуй насвистать, 1998
- Один ноль, 2001
- One All, 2002 (версия One Nil для США)
- Столкновение 7 миров: вышло солнце, 31 августа 2009 г.
- Диззи-Хайтс, 14 февраля 2014 г.
- Из тишины, 1 сентября 2017 г.

### Живые альбомы
- Столкновение 7 миров, 2001 г.

### DVD
- Нил Финн: Сессии на 54-й улице Запада, 2000 г.
- Столкновение 7 миров, 2001 г.